# Pic Castle (Colorado)
Pour les articles homonymes, voir Pic Castle.
Le pic Castle, en anglais Castle Peak, est un sommet montagneux américain à la frontière du comté de Gunnison et du comté de Pitkin, au Colorado. Il culmine à 4 348 mètres d'altitude dans les monts Elk. Il est protégé au sein de la forêt nationale de Gunnison, de la forêt nationale de White River et de la Maroon Bells-Snowmass Wilderness.